# All Things Set Aside
| Оценки критиков | Оценки критиков |
| Источник        | Оценка          |
| --------------- | --------------- |
| Absolute Punk   | 76%             |
| AllMusic        | Favorable       |

All Things Set Aside — дебютный студийный альбом группы Veil of Maya. Альбом был выпущен 7 ноября 2006 года лейблом Corrosive Records. В настоящее время альбом исключён из тиража и уже не продаётся.
Все композиции на альбоме были написаны и записаны группой Veil of Maya, за исключением последней композиции под названием «The Session», которая звучит в стиле «рэп», написана и записана рэперами Чикаго — Vigor Lynx, Getatem, Mike J, MO и DJ Robert.
Это единственный альбом Veil of Maya, записанный с двумя гитаристами, после их ухода Марк Окубо стал единственным гитаристом в группе. Это также единственный альбом с вокалистом Адамом Клемансом.
Композиции «Entry Level Exit Wounds» и «Sever the Voices» были перезаписаны с новым вокалистом Брэндоном Батлером для второго альбома The Common Man's Collapse.

## Список композиций
1. «The Uprising» — 1:33
2. «Entry Level Exit Wounds» — 2:53
3. «Your World of Lies» — 6:05
4. «Mark My Words» — 3:04
5. «All Things Set Aside» — 3:05
6. «Indefinite Bloodlust» — 3:47
7. «Sever the Voices» — 4:52
8. «Black Funeral March» — 4:40
9. «The Session» — 3:26

## Участники записи
Veil of Maya
- Адам Клеманс — вокал
- Марк Окубо — гитара
- Брайан Руппелль — гитара
- Сэм Эпплбаум — ударные
- Крис Хайлер — бас-гитара

Приглашенные участники
- Майкл Адлер — обложка альбома[4]